# François Massialot

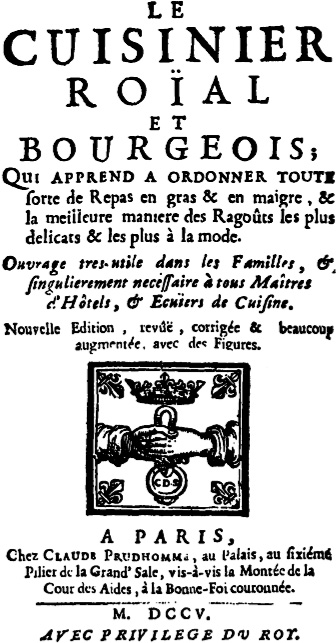
Portada de su obra principal, edición de 1705.

François Massialot (Limoges, 1660 - París, 1733) fue un cocinero francés de diversas cortes de la Francia de finales del siglo XVII y comienzos del siglo XVIII. Escribió diversos libros que fueron utilizados por cocineros posteriores y eruditos sobre la historia de la cocina. Se dispone de muy poca información sobre la trayectoria de Massialot, pero es un personaje destacado de la historia de la gastronomía debido a su libro, Le cuisinier roïal et bourgeois, que marcó un hito en la cocina francesa.
Natural de Limoges, donde habría nacido en 1660, se piensa que no pertenecía a ninguna casa y que se le contrataba para grandes festines de ilustres personajes. En esas ocasiones, Massialot dirigió las cocinas de Felipe I duque de Orléans, hermano del rey Louis XIV, de Madame, su mujer, la princesa palatina, y del delfín de Francia, Luis de Francia, así como de varios duques y marqueses como el marqués de Louvois y el cardenal d'Estrées.
Le cuisinier roïal et bourgeois consta de dos partes. La primera es una recopilación de menús para todo el año, muchos de ellos apareciendo con la fecha en la que Massaliot los preparó y con los nombres de los comensales. La segunda es un libro de recetas propiamente dicho, ordenadas por primera vez por orden alfabético según el ingrediente principal. En su primera edición de 1691 el libro fue publicado de forma anónima, si bien en las sucesivas reediciones apareció el nombre del autor. A partir de la reedición de 1712 pasó a titularse Nouveau cuisinier royal et bourgeois.
Massialot se dio a conocer por su receta de la crème brûlée considerada como la primera publicada. Introdujo por primera vez el uso del chocolate en recetas de postres cuando hasta entonces solo se conocía como bebida.

## Obras
- Le cuisinier roïal et bourgeois, qui apprend à ordonner toute ſorte de Repas en gras & en maigre, & la meilleure maniere des Ragoûts les plus delicats & les plus à la mode. Ouvrage tres-utile dans les Familles, & ſingulierement neceſſaire à tous Maîtres d'Hôtels, & Ecuiers de Cuiſine, 1691.
- Nouvelle Instruction pour les confitures, les liqueurs et les fruits, 1692.